# Únos letounu do NSR dne 8. června 1972

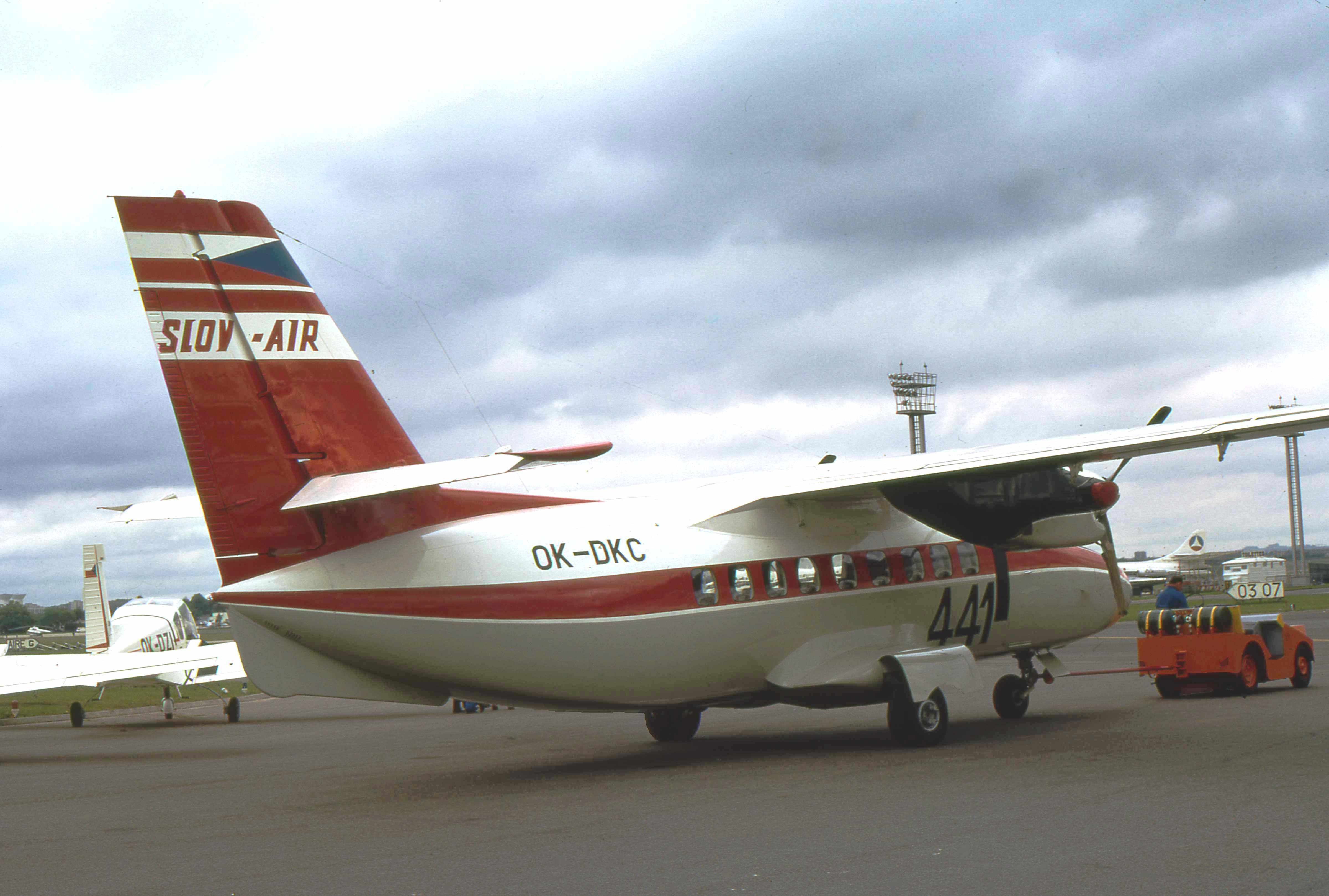
Letoun Turbolet v barvách Slov-Airu (ilustrační obrázek)

Únos letounu do NSR dne 8. června 1972 byl únos letounu typu L-410A Turbolet s imatrikulací OK-ADN na pravidelné lince Mariánské Lázně – Praha – Bratislava – Lučenec společnosti Slov-Air, během něhož byl zastřelen kapitán letounu Ján Mičica a druhý pilot byl donucen přistát s letadlem ve Weidenu v Bavorsku. Hlavní organizátor a vrah Lubomír Adamica se 14. ledna 1973 oběsil ve vazbě. Ostatní únosci byli v prosinci 1973 německým soudem odsouzeni na 3 až 7 roků vězení. Motivem únosu byla emigrace do tehdejší NSR.

## Posádka
- Ján Mičica (52) – kapitán
- Dominik Chrobák (44) – 2. pilot

## Únosci
Všichni únosci pocházeli z Prahy a byli ve věku 18 až 23 let. Skupinu spojovala záliba v undergroundové hudbě.
- Lubomír Adamica (* 30. 11. 1949) – autor myšlenky únosu letounu. Narodil se v Trenčíně na Slovensku. Od začátku roku 1969 do května 1971 byl v emigraci, zdržoval se v NSR a USA. Procestoval Hamburk, New York, San Francisco až po Havaj. Během pobytu v USA získal zkušenosti s užíváním drog – marihuany, hašiše, LSD i heroinu. Rovněž byl v minulosti v péči psychiatrů, protože se dvakrát pokusil o sebevraždu. Podle západoněmeckých i československých orgánů činných v trestním řízení byl charakterizován jako vůdce skupiny únosců. Po doručení obžaloby z vraždy spáchal ve vyšetřovací vazbě sebevraždu oběšením. Jeho dopis na rozloučenou, určený rodičům, byl plný lítosti.[5]
- Jiří Beran (* 6. 10. 1950) – před uzavřením hranic v září 1969 se dvakrát pokusil o emigraci, žil v Mnichově. Odsouzený na 7 let, zemřel v Německu v roce 2010.
- Milan Trčka (* 21. 2. 1951) – v minulosti se zdržoval v Rakousku a USA, z cestování po USA se znal s Adamicou. Ve vyšetřovací vazbě se rovněž pokusil o sebevraždu, a to podřezáním žil, jakož i předávkováním uspávacími léky. Po těchto pokusech byl v péči psychiatrů. Na soudním jednání působil podle zúčastněných nepřítomným dojmem, byl psychicky zničen, dokonce se ho předsedající soudu Anton Oberndorfer (54) snažil žoviálně povzbuzovat. Odsouzený na 6 let, zemřel v Německu v roce 1990.
- Jiří Vochomůrka (* 13. 11. 1950) – odsouzený na 6 let, zemřel v roce 2014.
- František Hanzlík (* 2. 8. 1951) – odsouzený na 6 let, zemřel v Německu v roce 1986.
- Jaromír Dvořák (* 2. 11. 1952) – v Československu měl problémy se zákonem kvůli neplacení výživného. Odsouzený na 5 let.
- Jaromír Kerbl (* 10. 4. 1953 – 16. 8. 2018) – odsouzený na 5 let, jako jediný z únosců se po udělení milosti vrátil do Československa, zemřel v roce 2018.
- Alena Černá (* 8. 12. 1950) – prodavačka, Trčkova přítelkyně, obstarala obě pistole, které ukradla svému otci – příslušníkovi VB. Jednu z nich propašovala do letounu. Odsouzená na 5 let.
- Alena Heinzová (* 19. 7. 1952) – zdravotní sestra, Hanzlíkova přítelkyně, dcera diplomata. Odsouzená na 4 roky.
- Olga Setnická (* 10. 2. 1954) – měla s sebou dítě, v době únosu čekala další s Vochomůrkou, jednu z pistolí propašovala v dětském kočárku. Odsouzená na 3 roky.

Z hlediska tehdejších zákonů byl Adamicův, Beranův a Trčkův zahraniční pobyt během tzv. Dubčekovy éry ilegální (nelegalizovaný výjezdními doložkami), po návratu do Československa neměli možnost vycestovat mimo země tzv. Východního bloku.

## Ostatní cestující
- JUDr. I. Klementis – vedoucí obchodního provozu společnosti Slovair
- Ing. Ladislav Smrček – hlavní konstruktér letounu L-410 z podniku Let Kunovice
- Josef Jahn – malíř pokojů z Městského stavebního podniku Mariánské Lázně
- Josef Hrubý – student hotelové školy v Mariánských Lázních

## Průběh únosu
Letadlo odstartovalo krátce před 16:00. Adamica si v 16:04 svlékl bundu a tím dal svým společníkům signál ke zmocnění se letadla. Tehdy únosci, domnívající se, že v letadle je přítomen ozbrojený příslušník SNB – protože ti v 70. a 80. letech příležitostně provázeli lety čs. dopravních letadel –, zaútočili skleněnými láhvemi Coca-Coly na ostatní cestující. Jiří Beran udeřil láhví Coca-Coly vedle něj sedícího cestujícího, Trčka zaútočil na cestujícího sedícího před ním. Adamica a Vochomůrka, vyzbrojeni pistolemi propašovanými do letadla, přistoupili ke kokpitu snažíce se vynutit si na posádce změnu kurzu. Strhli členům posádky sluchátka a namířili na ně zbraně. Následně došlo v krátkém časovém intervalu k dodnes nevyjasněnému sledu událostí, jejichž výsledkem byl výstřel Lubomíra Adamici, kterým usmrtil kapitána letadla Mičicu. Po výstřelu převzal řízení 2. pilot D. Chrobák. Adamica na něj křičel: „Mně je nyní všechno jedno, mně už na životě nezáleží.“ Po 26 minutách přistáli na malém letišti nedaleko bavorského města Weiden. Po přistání uprchla z ještě rolujícího letounu část únosců směrem k blízké dálnici, ostatní zůstali čekat u letadla. Druhý pilot Chrobák s cestujícím Jahnem vynesli z letadla nouzovým východem Mičicu a pokoušeli se jej oživovat. Na letiště velmi rychle dorazily policejní jednotky a všechny únosce, včetně prchajícího Adamici a Kerbla, zadržely. Lékař přivolaný k Mičicovi konstatoval smrt, tělo bylo podrobeno forenznímu zkoumání. Druhý pilot a ostatní cestující v následujících dnech poskytovali svědecké výpovědi před západoněmeckými policejními a justičními orgány a po třech dnech se vrátili do Československa.

## Okolnosti smrtícího výstřelu

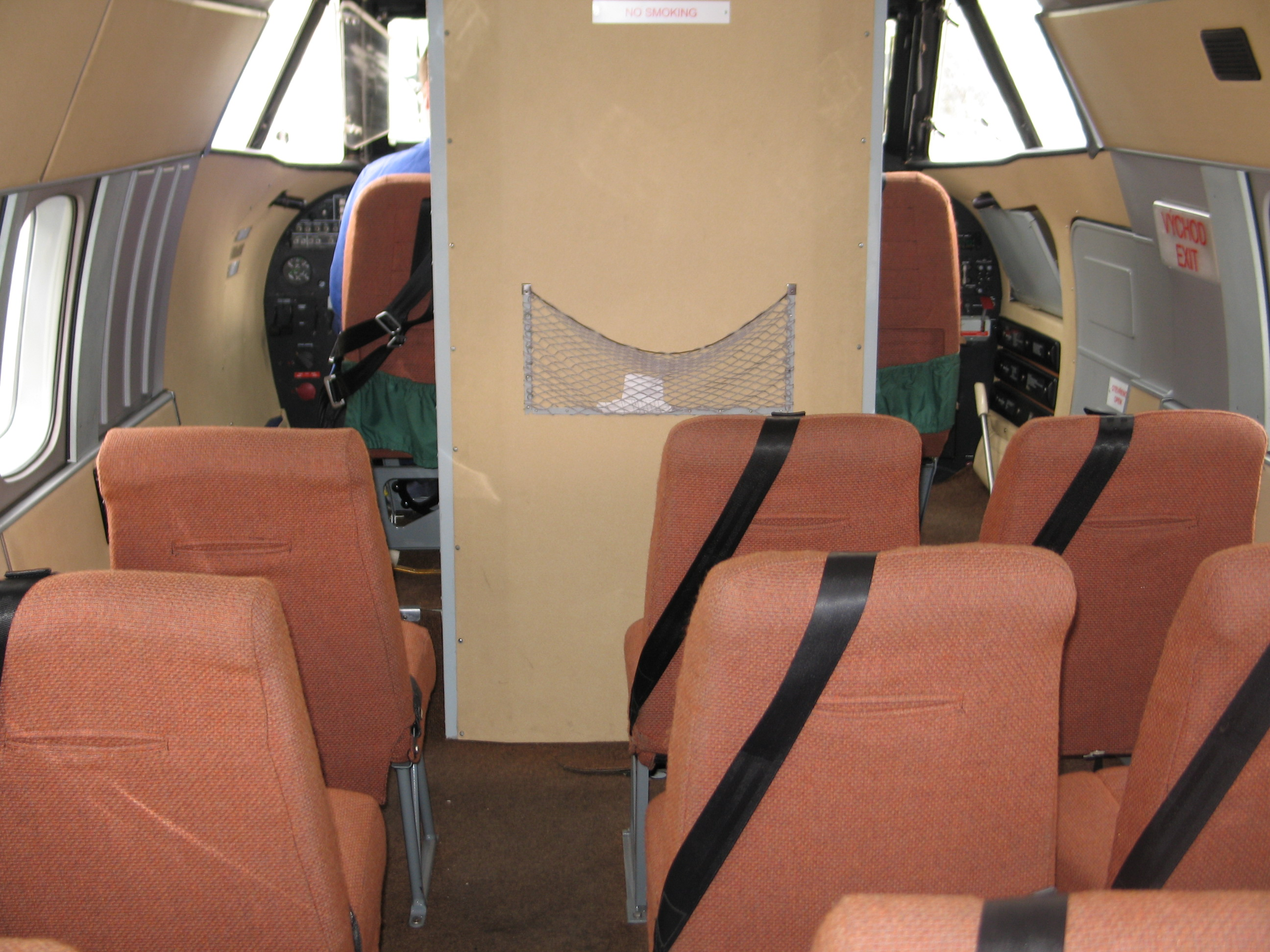
Interiér Turboletu

Podle obžalovacího spisu ze 7. prosince 1972 podaného vrchním státním zástupcem W. Meierem u soudu ve Weidenu šlo ze strany Adamici o úmyslný čin, spáchaný s motivem prosazení cíle únosu v okamžiku, kdy se mu tento cíl zdál být ohrožen: „Poté co dal povel k útoku, přistoupil obviněný Adamica zleva zezadu k šéfpilotovi Jánu Mičicovi, přiložil mu nezajištěnou pistoli na krk a současně ho vyzval, aby změnil kurs letadla do Západního Německa. Jakmile však šéfpilot učinil rukama obranné pohyby vůči Adamicovi a provozní ředitel podniku Slovair Dr. Klementis, který seděl za Adamicou jako nezúčastněný pasažér letadla, Adamicu zezadu uchopil a táhl zpátky, se měl Adamica obrátit, uhodit Dr. Klementise pěstí do nosu a uvrhnout ho takto zpět na sedadlo, kde ho obžalovaný Dvořák ihned zezadu uchopil a pevně na sedadle přidržoval. Adamica z testovacích letů velmi dobře znal podmínky v prostoru pro piloty a věděl tedy, že v případě neschopnosti prvního pilota ovládat letoun, může ho hned zastoupit druhý pilot. Za tím účelem, aby Adamica prosadil všemi prostředky únos letadla, který se mu v tomto okamžiku zdál být ohrožen, obrátil se znovu na šéfpilota Mičicu, natáhl závěr pistole, a aniž mu v tom bylo překáženo, úmyslně střelil ze vzdálenosti jen 1,5 cm do levé strany šíje Mičici — 6,5 cm pod spodním ušním boltcem. Střela přetrhla vnitřní větev krční tepny, přerazila průduchy, dále pak pravou klíční kost těsně pod násadcem na hrudní kosti, roztříštila druhé žebro vpravo a vyšla 10 cm nad pravou prsní bradavkou. Šéfpilot, dvaapadesátiletý Ján Mičica, zemřel pak v důsledku úrazu krční tepny a v důsledku nastalého krvácení.“
Svědek, 2. pilot Dominik Chrobák, pro týdeník Život, r. vyd. 2009: „Po vzlétnutí z Mariánských Lázní jsme z věže dostali příkaz letět ve stometrové výšce, protože bylo vojenské letecké cvičení. Ve vzduchu jsme byli asi pět minut a stroj začal kmitat. Únosci běhali po kabině. Podíval jsem se na kapitána a při něm už stál muž (Adamica) v tričku, strhával mu sluchátka, další únosce je strhával mně. Byli jsme připoutáni, neměli jsme se jak bránit. Adamica řval, že okamžitě máme otočit do západního Německa, jinak nás zastřelí. Jen co to dopověděl, vyšla rána. Mičicu zastřelil. Od kmitání letounu po výstřel uplynulo jen několik sekund. Nestihli jsme na nic reagovat. Psala se spousta hloupostí, že kapitán Mičica si hrál na hrdinu, proto ho zabili. Ale on to neměl kdy dělat. Ve směrnicích jsme měli příkaz vždycky poslechnout únosce.“
Z rozhovoru svědka JUDr. Klementise pro deník Rudé Právo ze dne 12. června 1972: „Asi 8 minut po startu jsem slyšel, jak několik osob povstalo ze svých míst. Kolem mě proběhl vyšší mladík a vrhl se zezadu na kapitána letadla J. Mičicu, který seděl přede mnou. Okamžitě jsem ho chytil kolem pasu a snažil jsem se ho zezadu odtáhnout od kapitánova sedadla. Mladík se otočil, prudkým úderem do obličeje mě srazil na sedadlo. Další osoba mě chytila kolem krku a začala škrtit. V tomto sevření jsem byl držen až do přistání. V momentě, když jsem byl sražen a zezadu škrcen, jsem si všiml, že drží v ruce pistoli. Vyhrožoval mi, že mě zastřelí, pokud se pohnu. Pak se bleskově otočil zpět ke kapitánovi letadla a ve velmi krátkém intervalu zazněl výstřel.“
Cestující Josef Jahn:„Vím, že mu tou pistolí vrážel do krku, křičel na něj a v tom vyšel ten výstřel. Takže já si myslím, že to nebyl úmyslný výstřel, že by ho chtěl zabít.“
Únosce Jaromír Kerbl, článek pro deník Aha!, r. vyd. 2007: „Byl to strašný pocit, když ho zastřelil. Jako by se najednou přetrhla nit. Vůbec jsem nevěděl, co se děje. Tak jsem si sedl k okénku a ani moc nevnímal, co se děje kolem.“
Únosce Jiří Vochomůrka pro časopis Instinkt č. 23/12: „Pistoli jsme při únosu letadla mít museli, ale střílet jsme nechtěli, takoví blbci jsme nebyli. Adamica nebyl vrah, výstřel vyšel při rvačce, kterou vyvolal ten připitej ředitel.“
Dle závěru Soudnělékařských poznámek z r. 2020 a vyšetřovacího pokusu ze stejného roku, to vše na základě soudní repitvy provedené čs. orgány v ÚVN v Praze dne 12.6.1972, není možné na základě dostupných informací rozhodnout, jak přesně střelný kanál probíhal, kde byl skutečně vstřel a kde byl výstřel. Čeští znalci neměli k dispozici oděvní svršky a střelná rána na levé straně krku excidovaná německým znalcem nebyla českým znalcům, přes jejich žádost, dána k dispozici. Po repitvě usuzovali na to, že vstřel byl na hrudníku, z vyražení úlomku žebra směrem navnitř. Proti tomu, že vstřel byl vlevo na krku, svědčí poměry v kokpitu letadla. Je krajně nelogické, aby Adamica střílel zleva od boční stěny. Naopak se zdá být zcela logické, že výstřel směřoval na pravou stranu hrudníku, kam by se pilot nejspíše otáčel. Výše uvedená fakta by nasvědčovala i tomu, že nelze vyloučit výpověď Adamici o náhodném výstřelu, tj. že výstřel z pistole vyšel při potyčce Adamici s cestujícím, který jej uchopil a strhl dozadu. Znalecký posudek z repitvy provedené českými znalci v soudním procesu v Německu použit nebyl, čs. pitevní zpráva zůstala přísně tajnou.

## Rozsudky
Na všechny únosce byla uvalena vyšetřovací vazba, během které probíhalo policejní vyšetřování pod vedením kriminálního inspektora Dettera, které vyústilo do vznesení obvinění prokurátorem Wilhelmem Meierem (53) v lednu 1973. Všem únoscům výrazně přitížila skutečnost, že 6 měsíců před únosem byl novelizován spolkový trestní zákon, přičemž tresty pro letecké únosy v něm byly výrazně zpřísněny. Všichni únosci byli obviněni podle paragrafu 316 c) tohoto trestního zákona, přičemž vůdce únosců Adamica byl obžalován ve smyslu zvláštní části tohoto zákona pro případ způsobení smrti jako důsledku leteckého únosu, která ve své horní hranici trestní sazby ukládala trest až doživotního odnětí svobody. Po doručení této obžaloby spáchal Adamica ve své cele 14. ledna 1973 sebevraždu.
Pro 9 pachatelů, kteří předstoupili před soud započatý 18. června 1973, žádal prokurátor tresty 5 až 12 let. Odsouzeni byli k trestům odnětí svobody v rozmezí 3 až 7 let. Západoněmecká justice nevyhověla žádosti vydat pachatele ke trestnímu stíhání do Československa. Někteří únosci byli propuštěni po odpykání poloviny trestu. Nemohli se ovšem vrátit do Československa. Až v roce 1990 dostali všichni od prezidenta Václava Havla milost.

## Únos byl důsledkem řetězu chyb
1. Letiště v Mariánských Lázních nebylo vybaveno detektorem kovů, což velmi usnadnilo propašování pistolí na palubu letounu. Únosci to nejdříve testovali na letišti v Praze pomocí kusu trubky v tašce, který ovšem detektor zachytil.[8] Proto se rozhodli pro letiště v Mariánských Lázních.[12]
2. Příslušníci bezpečnosti reagovali na telefonát ředitele letiště nedostatečně. Skupina cestujících se zdála podezřelá pracovnici, která prodávala letenky. Příslušníci bezpečnosti následně podrobili zvýšené kontrole pouze mužské členy skupiny. Dívky, přenášející zbraně kontrolovala pouze výpravčí Slovairu, a to nedostatečně.
3. Letouny L-410 neměly oddělenou kabinu pro piloty od prostoru pro cestující. To usnadnilo únoscům přístup k pilotům.

## Poznámka
Předposlední díl Mimikry televizního seriálu 30 případů majora Zemana, natočeného v letech 1974–1979 Československou televizí, byl inspirován popsaným únosem letounu L-410 Turbolet. Děj byl účelově pozměněn.